# Agathidium bushi
Espèce
Agathidium bushi est une espèce de coléoptères de la famille des Leiodidae. Il aime vivre dans du bois en décomposition et se nourrit des mycétozoaires qui poussent sur l'écorce des arbres.
Il est répandu dans le Sud de l'Ohio et dans la Caroline du Nord ainsi que dans la Virginie.

## Une curiosité de la nomenclature
Son nom spécifique bushi fait référence à George W. Bush. Il a été donné en 2005 par deux anciens entomologistes de l'université Cornell, Dr Kelly B. Miller (aujourd'hui à la Brigham Young University) et Dr Quentin D. Wheeler (aujourd'hui au Muséum d'histoire naturelle de Londres), qui ont aussi nommé avec humour Agathidium cheneyi, et Agathidium rumsfeldi.  Ils soulignaient qu'ils n'avaient pas la moindre intention d'offenser l'intéressé, mais au contraire de lui rendre hommage. Wheeler a dit clairement dans une déclaration de l'université à la presse : « Nous admirons ces personnalités dirigeantes comme des concitoyens qui ont le courage de leurs opinions et sont prêts à suivre des principes de liberté et de démocratie bien que ce soit très souvent difficile et impopulaire, au lieu d'accepter ce qui saute aux yeux et qui est populaire ». Suivant le Spiegel, cependant, il s'agirait d'abord pour les chercheurs de se venger « de l'autoritarisme affiché ou sournois du gouvernement Bush », qui s'est fait de la sorte un grand nombre d'ennemis dans la science comme aucun gouvernement des États-Unis avant lui. Cette vision d'opposition au gouvernement est partagée par Thomas Rabino.